# 七星のスバル
『七星のスバル』（しちせいのスバル）は、田尾典丈による日本のライトノベル。イラストはぶーたが担当している。ガガガ文庫（小学館）より2015年8月から2018年9月まで刊行された。2018年7月にはテレビアニメ化された。

## ストーリー
世界的人気のあったMMORPG、「ユニオン」において伝説となったスバルという小学生のパーティがあった。とある死亡事故を契機として「ユニオン」はそのサービスを終了したことから、スバルのメンバーは散り散りになってしまう。しかし、その6年後スバルのメンバーであった天羽陽翔が「リユニオン」にログインした際に死んだはずの幼なじみである、空閑旭姫と再会する。

## 登場人物
声はテレビアニメ版 / オーディオブック版の順。

### スバル
天羽 陽翔（あもう はると）
声 - 高梨謙吾、飯田友子（幼い陽翔） / 長谷徳人
本作の主人公。スバルのメンバー。センスは闘気で、【獅子心王】の二つ名を持っている。
空閑 旭姫（くが あさひ）
声 - 大森日雅 / 古賀葵
本作のヒロインの一人。スバルのメンバー。センスは心奏で、陽翔にとっては死んだはずの幼なじみであるが、当人は死んでいないと主張。〈未来視〉という唯一無二の能力を持っている。実は生きていた。
碓氷 咲月（うすい さつき）
声 - 鬼頭明里 / 厚木那奈美
本作のヒロインの一人。スバルのメンバー。センスは魔導で、【精霊の女王】の二つ名を持っている。陽翔に好意を持っている。
御門 貴法（みかど たかのり）
声 - 石川界人、小市眞琴（幼い貴法） / 田所陽向
スバルの元メンバー。イルミナティのリーダーを務めている。センスは天理で、陽翔とは折り合いが悪い。旭姫に好意を持っている。
クライヴ＝ヴィヴァリー
声 - 寺島拓篤
スバルのメンバー。唯一海外からログインしているため、旭姫の葬式には出席できなかった。
陽翔たちと合流するまで、エリシアと共に陰で動いていた。センスは変幻。
日下 希（くさか のぞみ）
声 - 花守ゆみり
センスは夢堺。貴法に好意を抱いている。
エリシア
声 - 安済知佳
センスは心奏。未来人。

### グノーシス
セト
声 - 松風雅也
グノーシスのリーダー。
マルキオン
声 - 森なな子
グノーシスの第4者。
ケリントス
声 - 松野太紀
グノーシスの第5者。
シモン
声 - 山本兼平
グノーシスの第6者。

### その他
田茂
声 - 鈴木崚汰 / 合田葵
比屋根
声 - 小市眞琴 / 竹内ゆうか
桃井
声 - 長谷川育美
レオーノヴィチ
声 - 佐々木義人
ワン・レイシェン
声 - 石上静香
レトス
声 - 伊丸岡篤
サザンクロスのリーダー。
アンゲルス
声 - 近藤孝行
ブリルソサエティのリーダー。
アルビダ
声 - 豊口めぐみ
女海賊
天羽晴奈　
声 - 赤尾ひかる
陽翔の妹。

## 既刊一覧

### 小説
| 巻数 | タイトル       | タイトル       | 発売日         | ISBN              |
| ---- | -------------- | -------------- | -------------- | ----------------- |
| 1    | 七星のスバル   | 七星のスバル   | 2015年8月18日  | 978-4-09-451566-4 |
| 2    | 七星のスバル 2 | 七星のスバル 2 | 2015年12月18日 | 978-4-09-451584-8 |
| 3    | 七星のスバル 3 | 七星のスバル 3 | 2016年5月18日  | 978-4-09-451609-8 |
| 4    | 七星のスバル 4 | 七星のスバル 4 | 2016年10月18日 | 978-4-09-451637-1 |
| 5    | 七星のスバル 5 | 七星のスバル 5 | 2017年3月17日  | 978-4-09-451663-0 |
| 6    | 七星のスバル 6 | 七星のスバル 6 | 2017年9月20日  | 978-4-09-451699-9 |
| 7    | 七星のスバル 0 | 七星のスバル 0 | 2018年6月19日  | 978-4-09-451736-1 |
| 8    | 七星のスバル 7 | 七星のスバル 7 | 2018年9月19日  | 978-4-09-451751-4 |

### オーディオブック
第1巻の内容がデータ販売でオーディオブック化されている。2020年6月22日発売。
地の文のナレーションは佐々木啓夫が担当、キャラクターのキャストは#登場人物を参照。

## テレビアニメ
2017年9月にテレビアニメ化が発表され、2018年7月より9月までTBSテレビほか『アニメリコ』枠にて放送された。

### スタッフ
- 原作 - 田尾典丈[6]
- キャラクター原案 - ぶーた[6]
- 監督 - 仁昌寺義人[6]
- シリーズ構成・脚本 - 吉岡たかを[6][7]
- キャラクターデザイン・総作画監督 - 山本由美子[6]
- プロップデザイン - 竹上貴雄、本多弘幸
- モンスターデザイン - 廣瀬智仁
- 精霊・使い魔デザイン - 梶山浩
- アクション監修 - もりやまゆうじ
- 美術設定 - 山本恵
- 美術監督 - 鈴木友成
- 色彩設計 - 加口大朗
- 3Dディレクター - 金田貞徳
- 撮影監督 - 芹澤直樹
- 編集 - 伊藤利恵
- 音響監督 - 本山哲
- 音楽 - Tak Miyazawa、hisakuni、大塚郁、曽木琢磨
- 音楽プロデューサー - 松原憲、横山学
- 音楽制作 - SUPA LOVE
- プロデューサー - 田中潤一朗、高木隆行、三浦志保、中目孝昭、横山学
- アニメーションプロデューサー - 比嘉勇二
- アニメーション制作 - Lerche[6]
- 製作協力 - グローバル・ソリューションズ、鐘通インベストメント、サイバーステップ、日音、SUPA LOVE
- 製作 - 「七星のスバル」製作委員会、TBS

### 主題歌
「360°星のオーケストラ」
petit miladyによるオープニングテーマ。作詞・作曲・編曲はhisakuni。
「Starlight」
山崎エリイによるエンディングテーマ。作詞・作曲は金子麻友美、編曲は佐藤清喜。

### 各話リスト
| 話数   | サブタイトル | 絵コンテ   | 演出       | 作画監督                                                                                          |
| ------ | ------------ | ---------- | ---------- | ------------------------------------------------------------------------------------------------- |
| 第1話  | 再会と再開   | 仁昌寺義人 | 仁昌寺義人 | 山本由美子 安形佳己 渡辺真由美 芳山優 佐藤綾子 幸野浩二 稲田真樹 アミサキリョウコ 廣瀬智仁        |
| 第2話  | 秘めたる想い | 福岡大生   | 佐々木純人 | 芳山優 アミサキリョウコ 山本由美子 稲田真樹 本多弘幸 佐藤綾子 廣瀬智仁 幸野浩二 永田陽菜          |
| 第3話  | あの日の約束 | 鈴木行     | 安藤正臣   | 安形佳己 永田陽菜 芳山優 幸野浩二 廣瀬智仁 アミサキリョウコ 稲田真樹 渡辺真由美 山本由美子        |
| 第4話  | 不協和音     | 岡本英樹   | 久保山英一 | 安形佳己 西川真人 永田陽菜 本多弘幸 芳山優 山本由美子 幸野浩二 稲田真樹 小沼克介                  |
| 第5話  | 渦巻く陰謀   | 鎌田祐輔   | 鎌田祐輔   | 安形佳己 柳瀬譲二 永田陽菜 幸野浩二 山本由美子 本多弘幸 渡辺真由美 芳山優 平山寛菜                |
| 第6話  | 獅龍、共闘   | 東海林真一 | 鈴木拓磨   | 安形佳己 永田陽菜 山本由美子 本多弘幸 稲田真樹 渡辺真由美 幸野浩二 芳山優 もりやまゆうじ 平山寛菜 |
| 第7話  | 剣を求めて   | 大橋明代   | 森田侑希   | 永田陽菜 安形佳己 渡辺真由美 山本由美子 平山寛菜 星野真澄 中城悦雄 河野のぞみ                     |
| 第8話  | 未来の選択   | 安藤正臣   | 久保山英一 | 安形佳己 永田陽菜 渡辺真由美 山本由美子 平山寛菜 稲田真樹 佐藤綾子 橋本敬史 芳山優                |
| 第9話  | 巡り合う星々 | 鈴木行     | 鎌田祐輔   | 山本由美子 安形佳己 本多弘幸 永田陽菜 渡辺真由美 佐藤綾子 平山寛菜 稲田真樹 芳山優 竹上貴雄       |
| 第10話 | 消えた少女   | 夕澄慶英！ | 夕澄慶英！ | 安形佳己 永田陽菜 本多弘幸 山本由美子 渡辺真由美 稲田真樹 平山寛菜                                |
| 第11話 | 這い寄る悪夢 | 岡本英樹   | 真野玲     | 安形佳己 山本由美子 渡辺真由美 永田陽菜 本多弘幸 平山寛菜 佐藤綾子 橋本敬史 竹上貴雄              |
| 第12話 | 新たなる伝説 | 鈴木行     | 鈴木拓磨   | 平山寛菜 山本由美子 永田陽菜 安形佳己 本多弘幸 渡辺真由美 芳山優 もりやまゆうじ                   |

### 放送局
| 放送期間                  | 放送時間                     | 放送局         | 対象地域   | 備考                      |
| ------------------------- | ---------------------------- | -------------- | ---------- | ------------------------- |
| 2018年7月6日 - 9月21日    | 金曜 1:58 - 2:28（木曜深夜） | TBSテレビ      | 関東広域圏 | 製作局 / 字幕放送         |
| 2018年7月8日 - 9月23日    | 日曜 1:30 - 2:00（土曜深夜） | BS-TBS         | 日本全域   | BS放送                    |
| 2018年7月16日 - 10月1日   | 月曜 1:30 - 2:00（日曜深夜） | TBSチャンネル1 | 日本全域   | CS放送 / リピート放送あり |
| 全局『アニメリコ』第2部。 |                              |                |            |                           |

インターネットでは、Amazonプライム・ビデオにて独占先行配信。

### BD / DVD
Amazon.co.jp限定販売。
| 巻 | 発売日         | 収録話          | ASIN            | ASIN            |
| 巻 | 発売日         | 収録話          | BD限定版        | DVD限定版       |
| -- | -------------- | --------------- | --------------- | --------------- |
| 1  | 2018年10月8日  | 第1話 - 第3話   | ASIN B07D7VRC6W | ASIN B07D81YSDK |
| 2  | 2018年10月29日 | 第4話 - 第6話   | ASIN B07F11Y3M1 | ASIN B07DZRHX7L |
| 3  | 2018年11月26日 | 第7話 - 第9話   | ASIN B07DZPX5YF | ASIN B07DZPTHTC |
| 4  | 2018年12月24日 | 第10話 - 第12話 | ASIN B07F13DTK2 | ASIN B07DZPXCVZ |

| TBSテレビ アニメリコ 第2部 | TBSテレビ アニメリコ 第2部 | TBSテレビ アニメリコ 第2部 |
| 前番組                     | 番組名                     | 次番組                     |
| -------------------------- | -------------------------- | -------------------------- |
| されど罪人は竜と踊る       | 七星のスバル               | BAKUMATSU                  |